# Heterorachis roseifimbria
Heterorachis roseifimbria là một loài bướm đêm trong họ Geometridae.